# Sokůlka
Sokůlka (polsky Sokółka [sɔˈkuu̯ka] IPA) je město v severovýchodním Polsku v Podleském vojvodství v okrese Sokůlka. Jedná se o železniční uzel, který se nachází na mezinárodní trati Varšava – Bělostok – Grodno, s dalšími spoji do Suwałek až k polsko-litevské hranici. V této oblasti se nachází tatarská menšina. V roce 2024 zde žilo 17 087 obyvatel.

## Historie
Král Zikmund III. Vasa potvrdil status města v roce 1609. Katolický kostel v neoklasicistním slohu byl postaven v roce 1848. Nachází se zde též pravoslavný kostel sv. Alexandra Newského z roku 1830. V letech 1975 až 1998 patřilo město do Bělostockého vojvodství.
V roce 2008 došlo v kostele sv. Antonína k eucharistickému zázraku.

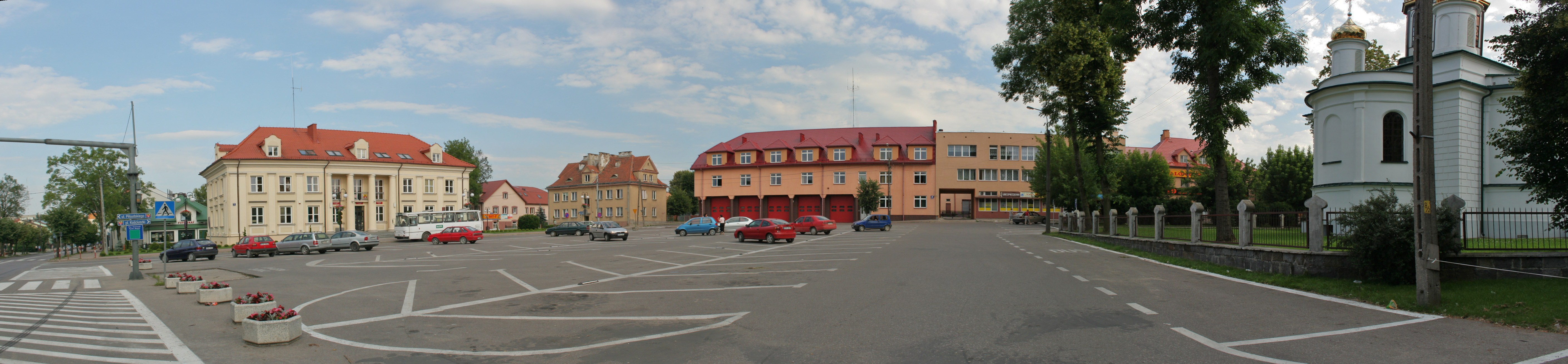
Kościuszkovo náměstí v Sokůlce s kostelem svatého Alexandra Něvského vpravo

## Partnerská města
Sokůlka je partnerské město s těmito městy:
- Iŭje, Bělorusko
- Orzysze, Polsko
- Piwniczna-Zdrój, Polsko
- Rochlitz, Německo
- Šalčininkai, Litva
- Ustrzyki Dolne, Polsko